# Forum des Weppes
Le Forum des weppes est un rassemblement annuel qui regroupe les associations d'histoire du pays de Weppes (ou du Weppes),, l'une des parties de la châtellenie de Lille.
L'Idée de ce rassemblement vint de Michel Vercaemst et de deux enseignants en histoire-géographie: Dominique Facon et Yannick Crombez, tous membres du cercle historique d'Hallennes-lez-Haubourdin. Le forum des Weppes est organisée par l'association "Weppes en Flandre".
Le premier forum eut lieu en novembre 1993 dans la salle polyvalente de la commune d'Hallennes-lez-Haubourdin,.

## Liste des forums
| N° Forum | Année | Ville                      |
| -------- | ----- | -------------------------- |
| 1        | 1993  | Hallennes-lez-Haubourdin   |
| 2        | 1994  | Haubourdin                 |
| 3        | 1995  | Sequedin                   |
| 4        | 1996  | La Bassée                  |
| 5        | 1997  | Erquinghem-le-Sec          |
| 6        | 1998  | Santes                     |
| 7        | 1999  | Herlies                    |
| 8        | 2000  | Loos                       |
| 9        | 2001  | Fournes-en-Weppes          |
| 10       | 2002  | Sainghin-en-Weppes         |
| 11       | 2003  | Illies                     |
| 12       | 2004  | Beaucamps-Ligny            |
| 13       | 2005  | Aubers                     |
| 14       | 2006  | Houplines                  |
| 15       | 2007  | Pérenchies                 |
| 16       | 2008  | Salomé                     |
| 17       | 2009  | Capinghem                  |
| 18       | 2010  | Saint-André-lez-Lille      |
| 19       | 2011  | Lomme                      |
| 20       | 2012  | Marquillies                |
| 21       | 2013  | Comines-Warneton           |
| 22       | 2014  | Fromelles (5 octobre 2014) |
| 23       | 2015  | Quesnoy-sur-Deûle          |
| 24       | 2016  | Hantay                     |
| 25       | 2017  | Ennetières-en-Weppes       |
| 26       | 2018  | Armentières                |
| 27       | 2019  | Wavrin                     |
| 28       | 2022  | Erquinghem-sur-la-Lys      |